# هارولد كوش بويسن
هارولد كوش بويسن (بالإنجليزية: Harold Koch Boysen)‏ هو طيار أمريكي، ولد في 2 نوفمبر 1891 في ليك بينتون في الولايات المتحدة، وتوفي في 20 فبراير 1963 في مقاطعة هاريس في الولايات المتحدة.